# Mogila (Macedonia del Nord)
Mogila (in macedone Могила?) è un comune nella parte centrale della Macedonia del Nord. La sede municipale si trova a Mogila.

## Geografia fisica
Il comune confina con il comune di Demir Hisar a nord-ovest, con quelli di Kruševo e Krivogaštani a nord, con Prilep a nord-est, con Novaci a sud est e infine con Bitola a sud-ovest.

## Società

### Evoluzione demografica
In base al censimento del 2002 il comune ha 6 710 abitanti, così divisi dal punto di vista etnico:
- Macedoni = 6 432
- Turchi = 229

## Località
Il comune è formato dall'insieme delle seguenti località:
- Kukurečani
- Crnobuki
- Crnovec
- Dragarino
- Dragožani
- Drevenik
- Gabalavci
- Lisolaj
- Lopatica
- Novo Zmirnovo
- Oblakovo
- Sekirani
- Staro Zmirnovo
- Alinci
- Crničani
- Dedebaldi
- Dobruševo
- Mojno
- Musinci
- Nošpal
- Puturus
- Trap
- Beranci
- Dolna Čarlija
- Dolno Srpci
- Gorna Čarlija
- Ivanjevci
- Loznani
- Mogila (sede comunale)
- Novoselani
- Podino
- Radobor
- Sveto Todori
- Trnovci
- Vašarejca